# Mimizan
Mimizan, trong tiếng gascon Mamisan, là một xã ở tỉnh Landes trong vùng Nouvelle-Aquitaine. Pháp. Mimizan có dân số 6707 (năm 2006), diện tích 114,83 km2.

## Biến động dân số
| 1962                                         | 1968  | 1975  | 1982  | 1990  | 1999  | 2006  |
| -------------------------------------------- | ----- | ----- | ----- | ----- | ----- | ----- |
| 4 830                                        | 6 502 | 7 511 | 7 409 | 6 710 | 6 864 | 6 707 |
| Số liệu từ năm 1962, dân số không tính trùng |       |       |       |       |       |       |